# Верхний Манхэттен

Карта Верхнего Манхэттена, красный выделен Гарлем.

Верхний Манхэ́ттен (англ. Upper Manhattan) — район Манхэттена, расположенный в пределах от 59-й улицы до парка Инвуд-Хилл на севере. Наиболее крупными районами северного Манхэттена являются Гарлем, Вашингтон-Хайтс, Манхэттенвилл и Гамильтон-Хайтс.

## Описание

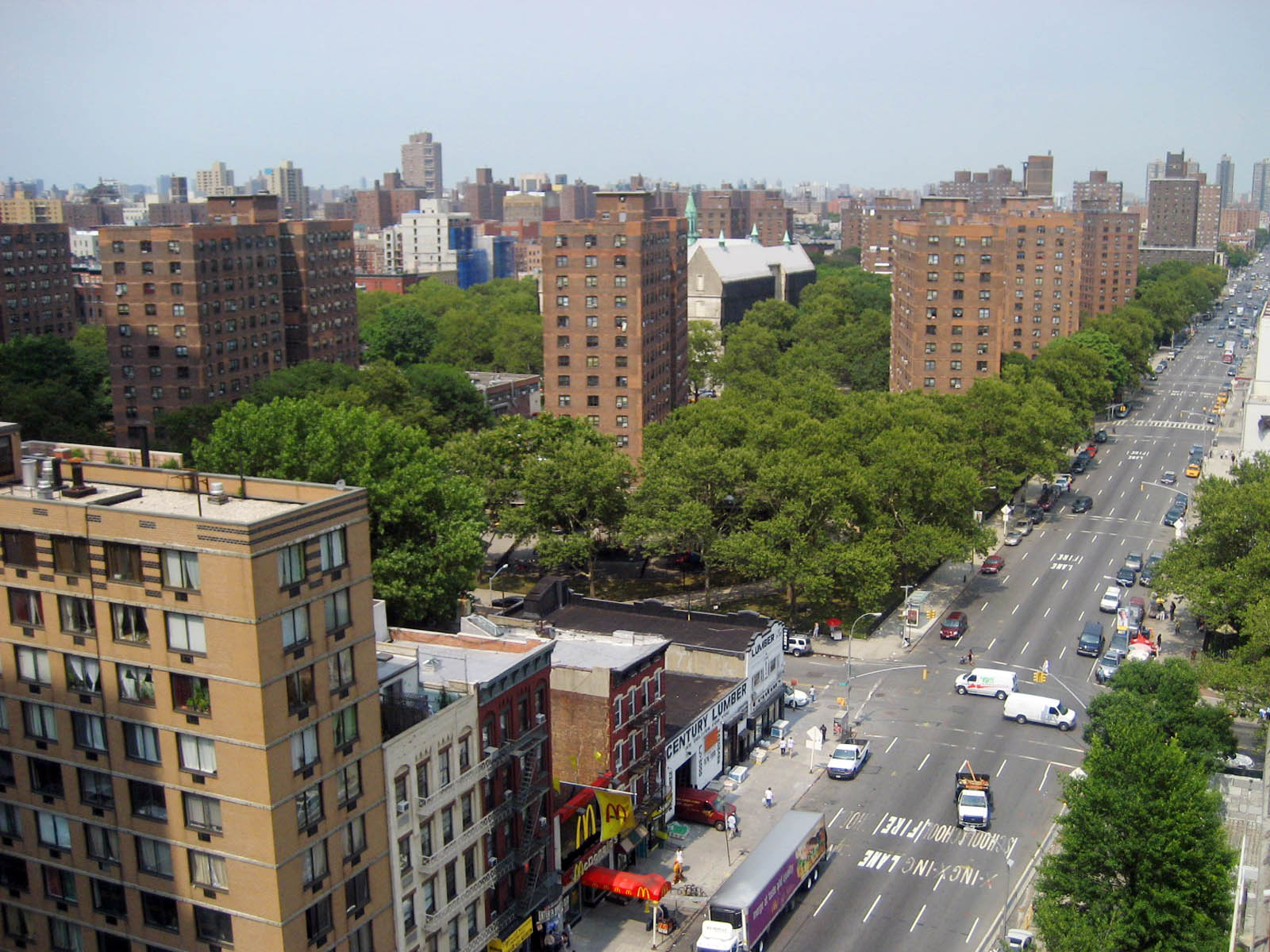
Восточный Гарлем

Своеобразным социокультурным и историческим ядром северного Манхэттена является Гарлем. В свою очередь, Гарлем состоит из нескольких районов, отличающихся собственной культурой и историей. Испанский Гарлем, называемый также Эль-Баррио (исп. El Barrio), является средоточием пуэрто-риканской культуры. У Ист-Ривер между 96-й и 125-й улицами расположен мультикультурный район, известный прежде как Итальянский Гарлем. На северо-западе северного Манхэттена расположен район, в котором зародилось движение Гарлемского ренессанса. В нём расположен концертный зал «Аполло». Также в северном Манхэттене есть несколько известных церквей, одна из которых, Абиссинская баптистская церковь, построена в 1808 году и является старейшей афроамериканской церковью Нью-Йорка. К югу от Гарлема расположен один из наиболее богатых районов северного Манхэттена — Верхний Вест-Сайд. На западе от Гарлема лежит район Манхэттенвилл. В нём среди прочего расположен кампус Колумбийского университета и жилищное управление Нью-Йорка. К северу от Манхэттенвилла, между 133-й и 155-й улицами, расположен район Гамильтон-Хайтс. Одной из его знаковых достопримечательностей является Сити-колледж, являющийся альма-матер многих признанных учёных, в том числе нескольких нобелевских лауреатов. В самом северном районе, Вашингтон-Хайтс, расположено множество колледжей и музеев, в том числе музей Клойстерс, Национальный музей американских индейцев, Колумбийский пресвитерианский медицинский колледж, Иешива-университет, Американская академия искусств и литературы. Район Вашингтон-Хайтс является одним из наиболее густонаселённых на Манхэттене. В нём сосредоточены доминиканская, бангладешская, армянская, греческая, еврейская и ирландская общины.

## История

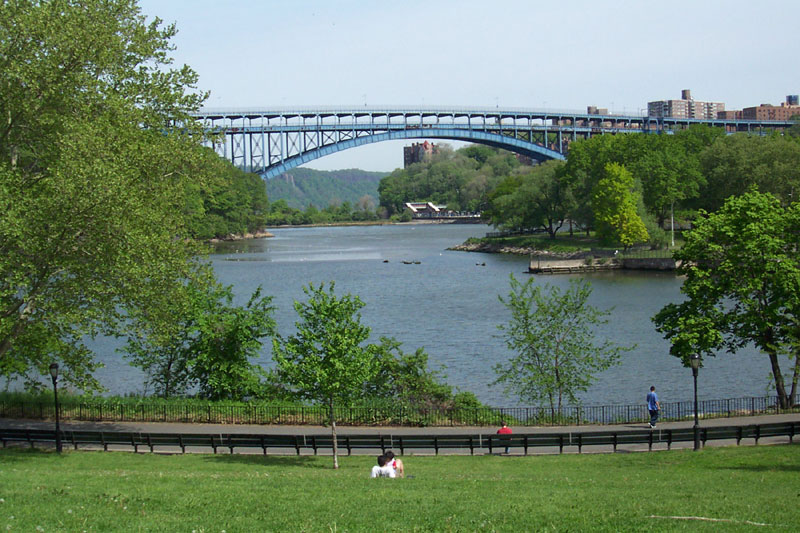
Парк Инвуд-Хилл

В 1658 году голландский губернатор Питер Стёйвесант основал деревню под названием Новый Гарлем (нидерл. Nieuw Haarlem). Во времена голландского, а потом британского владычества к востоку от Гарлема располагались плодородные земельные угодья, а к западу, на возвышенностях, — поместья именитых в то время семей Деланси, Бликеров, Рикеров, Бикманов и Хамильтонов.
В начале XX века, в частности, в 1920—1930-х годах, Гарлем пережил расцвет афроамериканской культуры. Впоследствии это явление получило название гарлемский ренессанс.

## Транспорт
Через северный Манхэттен проходят маршруты 1, A, B, C и D Нью-Йоркского метрополитена. Кроме того, через район проходит ветка железной дороги Metro-North. Автобусные маршруты района обслуживаются компанией MTA.